# Vino effervescente
Il vino effervescente è una categoria di vino caratterizzata dal contenere una concentrazione di anidride carbonica gassosa sufficiente a dargli bolle e spuma all'apertura della bottiglia e una sensazione di pizzicore una volta in bocca. È il contrario quindi di un vino fermo (tranquillo).

## Tipologie
I vini effervescenti si dividono in tre diverse tipologie, in base alla concentrazione di anidride carbonica:
- Un vino mosso è un vino poco effervescente (la presenza dell'anidride carbonica è percepita di bassa intensità e la spuma scompare immediatamente).[1] In francese si utilizza il termine perlant per designare questa tipologia di vino, solitamente ottenuto dall'imbottigliamento prima del degassamento dopo la fermentazione o dopo la maturazione sui propri lieviti. Vino mosso è un termine gergale, nell'uso pratico del settore, ma non normato come invece i due successivi.
- Un vino frizzante è un vino effervescente con un contenuto di anidride carbonica più elevato rispetto a un vino mosso (pressione compresa tra 1 e 2,5 bar, mediamente 2 bar circa): mantiene più a lungo in bocca la percezione di pizzicore portato dalla presenza di gas disciolto; la spuma permane visibilmente. In francese si usa il termine pétillant.
- Un vino spumante è quello che contiene il più alto contenuto di anidride carbonica (pressione non inferiore a 3 bar, mediamente 6 bar circa): forma molte bollicine non appena la bottiglia viene aperta, persistenti nel bicchiere, con produzione di schiuma in abbondanza quando il vino viene versato in un calice. In bocca, la decisa pungenza "carbonica" dello spumante è immediatamente riconoscibile (è la principale caratteristica tattile).

Oltre che per caratteristiche organolettiche, definizioni legali, modalità produttive le due tipologie di vino effervescente si riconoscono facilmente per la tappatura: tappo a corona o  a raso nel frizzante, tappo a fungo con gabbietta nello spumante.